# Ringkøbing
Ringkøbing és una ciutat danesa de l'oest de la península de Jutlàndia, comparteix amb Skjern la capitalitat del municipi de Ringkøbing-Skjern que forma part de la regió de Midtjylland, ambdós creats l'1 de gener del 2007 com a part d'una reforma territorial. La ciutat està situada al nord-est del fiord de Ringkøbing, que és com un gran llac separat del Mar del Nord per una estreta llengua de terra amb una única sortida a Hvide Sande.
El nom de la ciutat significa købstaden ved Rindum (en danès la ciutat del mercat prop de Rindum), Rindum fou un petit poble fundat a l'edat del ferro. Les restes arqueològiques trobades suggereixen que la ciutat va ser fundada al segle xiii per una comunitat d'agricultors i pescadors. El 1443 va obtenir una carta municipal. Gràcies a la seva situació dins del fiord de Ringkøbing la ciutat va prosperar amb el comerç, el seu port, arrecerat de les tempestes del mar del Nord, era l'únic port real al llarg de tota la costa occidental danesa. Però al segle xvii, el mur de dunes de Holmsland Klit, que protegia l'entrada del fiord va anar desplaçant-se vers el sud a causa de les tempestes, el vent i les marees i amb elles la sortida al mar, finalment es va tancar la sortida i Ringkøbing es va quedar aïllada del mar. Aquesta situació va durar fins a principis del segle XX quan es va obrir l'actual sortida de Hvide Sande.